# 28-ма ракетна дивізія (РФ)
28-ма гвардійська ракетна Червонопрапорна дивізія (в/ч 54055) — ракетна дивізія у складі 27-ї гвардійської ракетної армії Ракетних військ стратегічного призначення, розташована в місті Козельськ Калузької області.
Умовне найменування — Військова частина № 54055 (в/ч 54055).
Козельське ракетне з'єднання — перше у РВСП переозброєне на новий ракетний комплекс «Ярс» шахтного базування.

## Історія
У жовтні 1943 року на базі двох артилерійських полків: (270-й корпусний артилерійський полк Резерву Головного командування під командуванням майора Миколи Йосиповича Осокіна й 390-й гаубичний артилерійський полк під командуванням майора Григорія Кузьмича Колоколова) була сформована 28-ма гвардійська гарматна артилерійська Червонопрапорна бригада.
У 1960 році 28-ма гвардійська гарматна артилерійська Червонопрапорна бригада була розформована та на її базі, у місті Володимир, з 15 травня по 25 червня 1960 була сформована 198-ма інженерна бригада Резерву Верховного Головнокомандування. Першим командиром 198-ї інженерної бригади РВГК став полковник Михайло Савелійович Бурмак.
28-ма гвардійська ракетна Червонопрапорна дивізія була сформована у місті Козельську на базі 198-ї інженерної бригади РВГК 3 травня 1961 року. 4 серпня 1961 року дивізії було вручено Бойовий прапор.
Річний свято дивізії — 17 жовтня.
У 1961 році було розпочато будівництво об'єктів дивізії на майданчиках № 11 і 12 (військова частина 34060), № 21 і 22 (військова частина 44070), № 31 (військова частина 54291).
18 серпня 1961 року ракетний дивізіон Козельської дивізії під командуванням гвардії підполковника П. С. Пузанова виконав на полігоні пуск ракети Р-2.
30 березня 1964 року були сформовані два ракетні полки (в/ч 12417 та в/ч 07390), що почали підготовку до бойового чергування на штатному ракетному комплексі з ракетою Р-9А.
23 грудня 1965 року було успішно проведено навчально-бойовий пуск штатної ракети Р-9А.
У 1960-тих роках йшло інтенсивне формування військових частин дивізії, будівництво об'єктів. З 1967 по 1969 рік на бойове чергування заступили 11 ракетних полків, озброєних ракетами УР-100.
8 червня 1970 дивізія увійшла до складу 27-ї гвардійської ракетної армії.

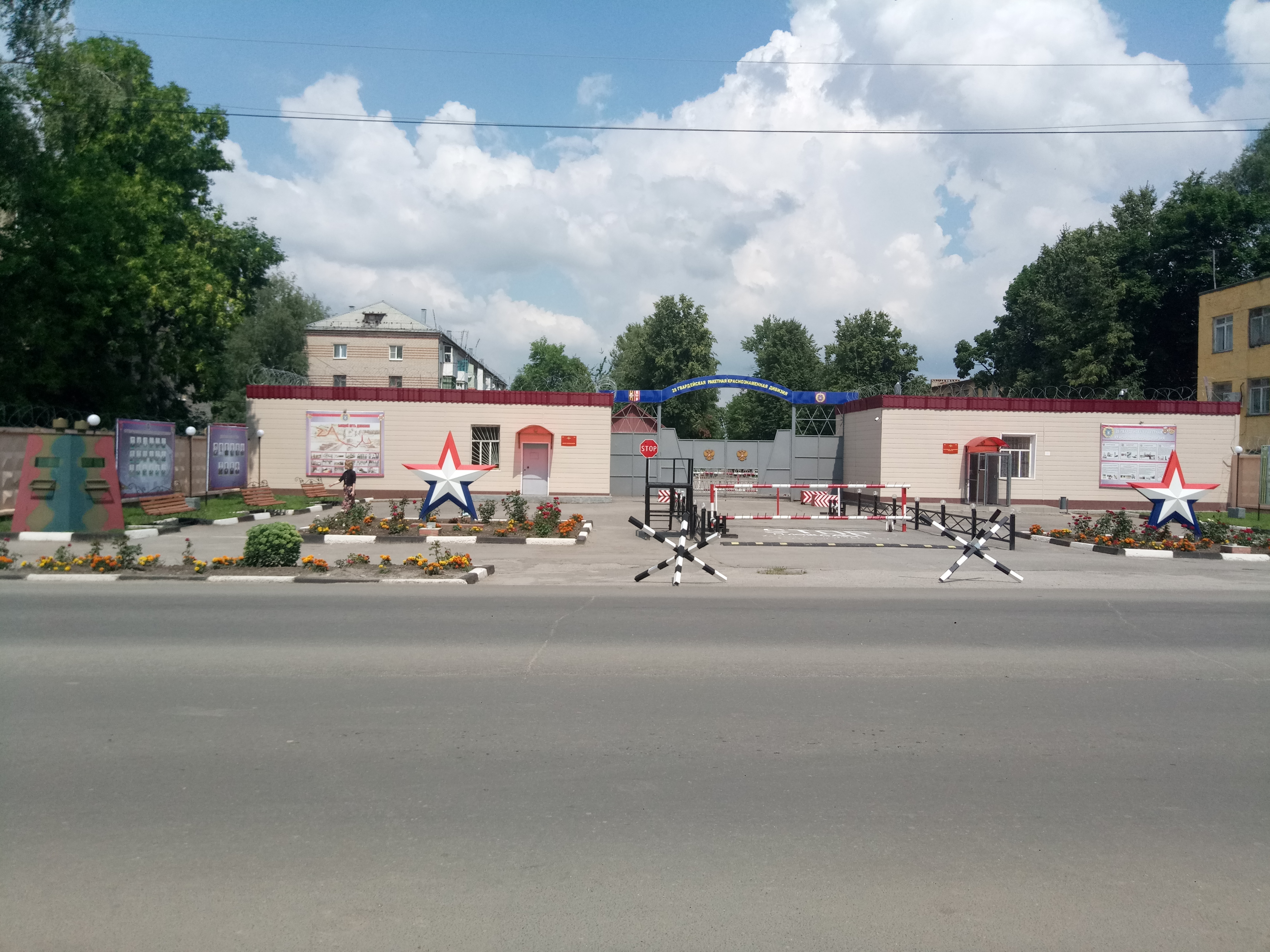
КПП у Козельську

З 1975 по 1978 роки 6 ракетних полків, що входили в дивізію, були переозброєні новими ракетними комплексами. Решта полків в період з листопада 1985 до листопада 1987 року були розформовано й відповідно до міжнародних домовленостей припинили своє існування.
У 1984 році у дивізії був сформований пересувний командний пункт «Вибір» (розформовано в 1999 році).
У липні 1985 року в дивізії було сформовано обчислювальний центр, що забезпечував оперативний розрахунок польотних завдань ракет.
12 вересня 2007 року 119-й ракетний полк (в/ч 07390) був знятий з несення бойового чергування в зв'язку з майбутнім його розформуванням.

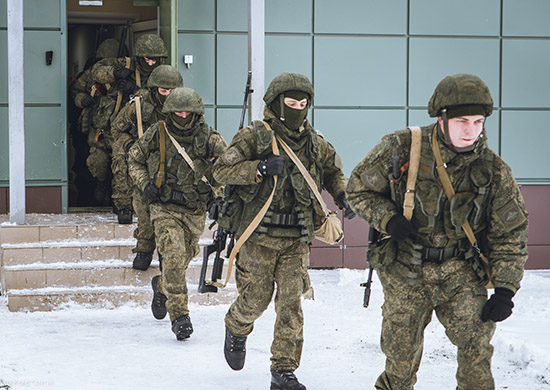
Військові 28-ї гвардійської ракетної дивізії

1 грудня 2009 року 214-й ракетний полк (в/ч 95834) й 372-й ракетний полк (в/ч 12449) були розформовані. Таким чином у складі дивізії, на бойовому чергуванні, залишалися лише 3 ракетні полки.
У 2009—2010 роках планувалося розформування дивізії, проте 5 листопада 2008 року Президент Росії Дмитро Медведєв у своєму посланні Федеральним зборам повідомив, що дивізія розформована не буде.
З 2012 року 74-й ракетний полк почав переозброєння на ракетний комплекс PC-24 «Ярс» (15Ж67) (SS-29) в стаціонарному (шахтному) виконанні.
У грудні 2014 року 4 шахтні пускові установки 15П765М з ракетами 15Ж67 Ярс-М заступили на дослідно-бойове чергування.
У 2015 році 74-й ракетний полк, оснащений новітнім бойовим ракетним комплексом стаціонарного (шахтного) базування «Ярс» заступив на бойове чергування.
У 2015 році 168-й ракетний полк переведено у режим оперативного чергування, в зв'язку з майбутнім переозброєнням.
У 2018 році 168-й ракетний полк закінчив переозброєння на новий ракетний комплекс й приступив до бойового чергування.
4 грудня 2018 року комплекси «Ярс» заступили на бойове чергування у Козельському ракетному з'єднанні.

## Командири
- Гвардії генерал-майор Бурмак Михайло Савелійович (1961—1967)
- Гвардії генерал-майор Барабанщиков Василь Матвійович (1967—1975)
- Гвардії генерал-майор Генералов Володимир Андрійович (1975—1977)
- Гвардії генерал-майор Тимофєєв Володимир Михайлович (1977—1980)
- Гвардії генерал-майор Петров Володимир Іванович (1980—1986)
- Гвардії генерал-майор Большаков Дмитро Миколайович (1986—1992)
- Гвардії генерал-майор Поляков Борис Олександрович (1992—1995)
- Гвардії генерал-майор Каравайцев Василь Григорович (1995—1998) помер 01.04.2019
- Гвардії генерал-майор Каракаєв Сергій Вікторович (1998—2001)
- Гвардії генерал-майор Федоров Віктор Анатолійович (2001—2004)
- Гвардії генерал-майор Анциферов Олег Геннадійович (2004—2009)
- Гвардії полковник Стефанцов Едуард Євгенович (2009—2013)
- Гвардії генерал-майор Касьянов Валерій Вікторович (2013—2017)
- Гвардії полковник Драй Юрій Васильович (2017—2019)[12]
- Гвардії полковник Лєсніков Володимир Іванович (з 2019)

## Склад
- Управління (штаб)
- 74-й «Брянський» ракетний полк (в/ч 77193)
- 168-й «Калузький» ракетний полк (в/ч 97689)
- 373-й «Орловський» ракетний полк (в/ч 12450)
- Окремий батальйон охорони і розвідки в/ч 54055 БОР (раніше в/ч 42610 ОБОР).
- Батальйон матеріально-технічного забезпечення в/ч 54055 (БМТЗ)
- Батальйон бойового забезпечення в/ч 54055 (ББЗ)
- Технічна ракетна база (ТРБ)
- Ремонтно-технічна база (РТБ)
- Вузол зв'язку (раніше в/ч 03086)
- Група ремонту засобів бойового управління і засобів зв'язку (ГРЗБУЗ)
- Фельд'єгерської-поштова станція.
- Експлуатаційно-технічна комендатура
- оркестр
- шпиталь

## Озброєння

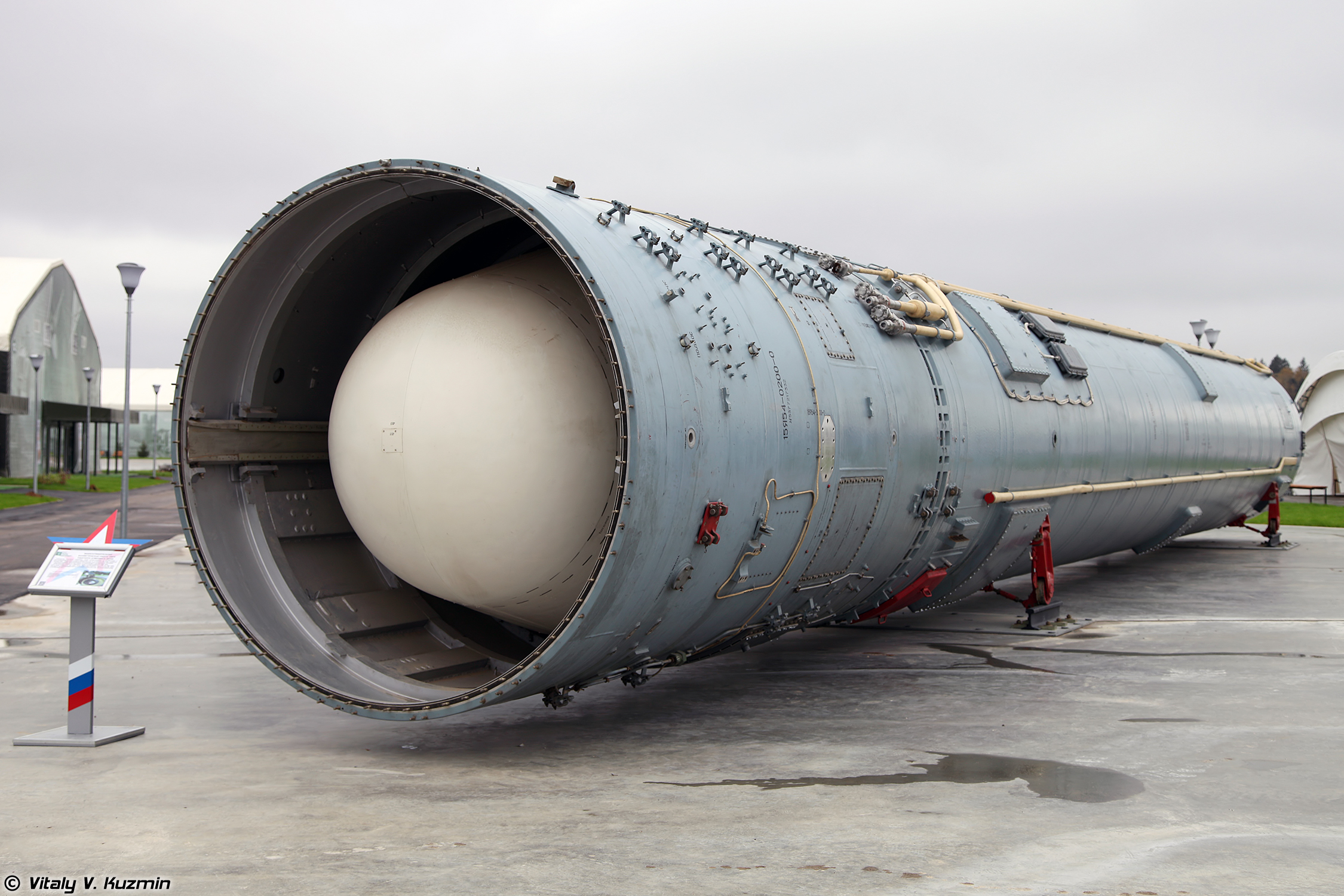
Міжконтинентальна балістична ракета шахтного базування 15А35 / УР-100Н УТТХ / РС-18Б у транспортно-пусковому контейнері 15Я54

У різні роки на озброєнні ракетного з'єднання складалися міжконтинентальні балістичні ракети Р-9А (з 1964 по 1976 р), УР-100 (з 1967 по 1977 р), УР-100Н (з 1975 по 1987 р), УР-100НУ (з 1982 року) PC-24 «Ярс» (з 2015 року)
На початок 2019 року в складі дивізії 3 ракетні полки й 30 шахтних пускових установок 15П765М (переобладнані ШПУ 15П735 ракет 15А35) з ракетою 15Ж67 (РС-24), а також 2 уніфікованих командних пункту 15В242 високої захищеності (розміщується на підвісці в шахті на спеціальній амортизації).